# Elecciones al Parlamento de La Rioja de 2011
Las elecciones al Parlamento de La Rioja de 2011, dieron lugar al inicio de la VIII Legislatura y fueron celebradas el 22 de mayo de 2011, en el marco de las elecciones autonómicas de España de 2011. En ellas se eligieron los 33 diputados que actualmente forman el Parlamento de La Rioja.

## Candidaturas

### Candidaturas que ya tenían representación en el Parlamento
| Candidatos                               |                                  |               |
| Partido                                  | Candidato                        | Observaciones |
| Partido Popular (PP)                     | Pedro Sanz Alonso                |               |
| Partido Socialista Obrero Español (PSOE) | Francisco Martínez Aldama Sáenz  |               |
| Partido Riojano (PR)                     | Miguel María González de Legarra |               |

### Candidaturas  que no tenían representación en el Parlamento
| Candidatos                                            |                                   |               |
| Partido                                               | Candidato                         | Observaciones |
| Coalición «Verdes de La Rioja-ECOLO»                  | Joaquín Giró Miranda              |               |
| Izquierda Unida (IU)                                  | Henar Moreno Martínez             |               |
| Partido Antitaurino Contra el Maltrato Animal (PACMA) | María Yolanda Martínez-Losa Pérez |               |
| Partido Comunista de los Pueblos de España (PCPE)     | Ástor García Suárez               |               |
| Por un Mundo más Justo (PUM + J)                      | Jorge Pablo Moreno Alcalde        |               |
| Unión Progreso y Democracia (UPyD)                    | Alfredo Rodríguez Pérez           |               |

## Encuestas
| Encuesta                        | PP    | PSOE  | PR   | IU   | UPyD | Otros | No decidido |
| ------------------------------- | ----- | ----- | ---- | ---- | ---- | ----- | ----------- |
| Resultados electorales de 2007  | 17    | 14    | 2    | -    | -    | -     | -           |
| La Rioja (escaños) (22/04/2010) | 18    | 13    | 2    | -    | -    | -     | -           |
| La Rioja(23/05/2010)            | 50,7% | 36,3% | 5,2% | 3,1% | 4,7% | -     | -           |
| Proyección de escaños           | 18-19 | 13    | 1-2  | -    | -    | -     | -           |
| El Mundo(01/06/2010)            | 51,6% | 36,6% | 4,7% | 3,2% | 3,5% | -     | -           |
| Proyección de escaños           | 18-20 | 13-14 | -    | -    | -    | -     | -           |
| El Mundo(07/01/2011)            | 52,3% | 33,8% | 6,5% | -    | -    | 7,4%  | -           |
| Proyección de escaños           | 18-19 | 12-13 | 2    | -    | -    | -     | -           |
| ABC(20/03/2011)                 | 50,9% | 36,9% | 5,6% | 3,1% | -    | -     | -           |
| Proyección de escaños           | 18    | 13    | 2    | -    | -    | -     | -           |
| CIS(05/05/2011)                 | 50,9% | 31,5% | 6,7% | 4,2% | 1,5% | 2,2%  | -           |
| Proyección de escaños           | 19    | 12    | 2    | -    | -    | -     | -           |

## Resultados
En el Parlamento de La Rioja continuaron los tres partidos elegidos en la VII legislatura (PP, PSOE y PR) sin obtener representación ningún otro partido. Para optar al reparto de escaños, la candidatura debe obtener al menos el 5% de los votos válidos emitidos.
| ← Elecciones al Parlamento de La Rioja de 2011 → |                                                       |                                |        |       |         |     |
| Presidente y gobierno | Partido                                               | Candidato                      | Votos  | %     | Escaños | +/- |
| - Presidente: Pedro Sanz - Gobierno: PP - Censo: 242.007 - Votantes: 168.826 (69,8%) - Abstención: 73.181 (30,2%) - Válidos: 165.415 - A candidatura: 160.919 (97,3%) | Partido Popular (PP)                                  | Pedro Sanz                     | 85.975 | 51,97 | 20      | +3  |
| - Presidente: Pedro Sanz - Gobierno: PP - Censo: 242.007 - Votantes: 168.826 (69,8%) - Abstención: 73.181 (30,2%) - Válidos: 165.415 - A candidatura: 160.919 (97,3%) | Partido Socialista Obrero Español (PSOE)              | Juan Francisco Martínez-Aldama | 50.169 | 30,18 | 11      | -3  |
| - Presidente: Pedro Sanz - Gobierno: PP - Censo: 242.007 - Votantes: 168.826 (69,8%) - Abstención: 73.181 (30,2%) - Válidos: 165.415 - A candidatura: 160.919 (97,3%) | Partido Riojano (PR)                                  | Miguel González de Legarra     | 8.983  | 5,58  | 2       | =   |
| - Presidente: Pedro Sanz - Gobierno: PP - Censo: 242.007 - Votantes: 168.826 (69,8%) - Abstención: 73.181 (30,2%) - Válidos: 165.415 - A candidatura: 160.919 (97,3%) | Izquierda Unida (IU)                                  | Henar Moreno                   | 6.114  | 3,80  | 0       |     |
| - Presidente: Pedro Sanz - Gobierno: PP - Censo: 242.007 - Votantes: 168.826 (69,8%) - Abstención: 73.181 (30,2%) - Válidos: 165.415 - A candidatura: 160.919 (97,3%) | Unión Progreso y Democracia (UPyD)                    |                                | 5.891  | 3,66  | 0       |     |
| - Presidente: Pedro Sanz - Gobierno: PP - Censo: 242.007 - Votantes: 168.826 (69,8%) - Abstención: 73.181 (30,2%) - Válidos: 165.415 - A candidatura: 160.919 (97,3%) | Verdes de La Rioja-Ecolo (ECOLO-VERDES)               |                                | 2.041  | 1,27  | 0       |     |
| - Presidente: Pedro Sanz - Gobierno: PP - Censo: 242.007 - Votantes: 168.826 (69,8%) - Abstención: 73.181 (30,2%) - Válidos: 165.415 - A candidatura: 160.919 (97,3%) | Por un Mundo más Justo (PUM+J)                        |                                | 697    | 0,43  | 0       |     |
| - Presidente: Pedro Sanz - Gobierno: PP - Censo: 242.007 - Votantes: 168.826 (69,8%) - Abstención: 73.181 (30,2%) - Válidos: 165.415 - A candidatura: 160.919 (97,3%) | Partido Antitaurino Contra el Maltrato Animal (PACMA) |                                | 567    | 0,35  | 0       |     |
| - Presidente: Pedro Sanz - Gobierno: PP - Censo: 242.007 - Votantes: 168.826 (69,8%) - Abstención: 73.181 (30,2%) - Válidos: 165.415 - A candidatura: 160.919 (97,3%) | Partido Comunista de los Pueblos de España            |                                | 482    | 0,30  | 0       |     |
| - Presidente: Pedro Sanz - Gobierno: PP - Censo: 242.007 - Votantes: 168.826 (69,8%) - Abstención: 73.181 (30,2%) - Válidos: 165.415 - A candidatura: 160.919 (97,3%) | En blanco                                             | N/A                            | 4.496  | 2,7   | N/A     | N/A |
| - Presidente: Pedro Sanz - Gobierno: PP - Censo: 242.007 - Votantes: 168.826 (69,8%) - Abstención: 73.181 (30,2%) - Válidos: 165.415 - A candidatura: 160.919 (97,3%) | Nulos                                                 | N/A                            | 4.496  |       | N/A     | N/A |

### Investidura del presidente de La Rioja
| Candidato       | Fecha                                                   | Voto       |    |    | PP+ | Total |
| --------------- | ------------------------------------------------------- | ---------- | -- | -- | --- | ----- |
| Pedro Sanz (PP) | 22 de junio de 2011 Mayoría requerida: Absoluta (17/33) | Sí         | 20 |    |     | 20/33 |
| Pedro Sanz (PP) | 22 de junio de 2011 Mayoría requerida: Absoluta (17/33) | No         |    | 11 |     | 11/33 |
| Pedro Sanz (PP) | 22 de junio de 2011 Mayoría requerida: Absoluta (17/33) | Abstención |    |    | 2   | 2/33  |